# Day by Day: A Director's Journey Part I
Pour plus de détails, voir Fiche technique et Distribution.
Day by Day : A Director's Journey Part I est un documentaire américain de Jason Free et Mark Pellington sorti en vidéo en 2003. Il figure dans le DVD édition spéciale de La Prophétie des ombres, de Mark Pellington (2002).

## Fiche technique
- Titre : Day by Day : A Director's Journey Part I
- Réalisation : Jason Free, Mark Pellington
- Genre : Documentaire
- Durée : 30 min
- Pays :  États-Unis
- Date de sortie : le 27 mai 2003 aux États-Unis

## Distribution
- Richard Gere
- Laura Linney
- Peter Chesney
- Jason Free (voix seulement)
- Mark Pellington